# Carica sphaerocarpa
Carica sphaerocarpa là một loài thực vật có hoa trong họ Caricaceae. Loài này được García-Barr. & Hern.Cam. mô tả khoa học đầu tiên năm 1958.